# Brex
Brex, Inc. é uma empresa de tecnologia e serviços de pagamento americana. Localizada em São Francisco, nos Estados Unidos, a companhia oferece cartões de crédito corporativo para startups. Em dezembro de 2021, Brex foi avaliada em mais de US$12,3 bilhões. Brex foi fundada por dois empresários brasileiros, Henrique Dubugras e Pedro Franceschi, enquanto ainda estavam cursando ciência da computação na Universidade de Stanford.
A fintech tem escritórios nas cidades de Nova York e Salt Lake City, nos Estados Unidos, e em Vancouver, no Canadá, além da matriz no estado da Califórnia.
O Brex tem como investidores a Y Combinator, a Kleiner Perkins, DST Global, os co-fundadores do PayPal Max Levchin e Peter Thiel, a Lone Pine Capital e a especialista em fintechs Ribbit Capital.